# SB/DV 32d1 sorozat
Az SB/DV 32d1 egy szertartályosgőzmozdony-sorozat volt a Déli Vasútnál (németül: Südbahngeselschaft, SB), mely egy osztrák-magyar magánvasút-társaság volt.
Két kis szertartályos mozdonyt rendelt 1898-ban a Déli Vasút a Bozen-Kalten Localbahn részére a Krauss linzi gyárától. Ezek kissé kisebb méretűek voltak az SB 32d sorozat méreteinél. Az SB 1912-ben megvásárolta őket és besorolta mozdonyállományába a 321d1 sorozat 1851 és 1852 pályaszámok alá..
A Déli Vasút osztrák részének 1923-as államosításakor egy mozdony került át a BBÖ-höz 549.01 pályaszámon. 1925-ben eladták a Graz-Köflacher Bahnnak (GKB) amely már közben átvette a Déli Vasúttól közvetlenül a másik mozdonyt.  Az 1851-es 1976-ig volt ott üzemben. Az 1852-est 1968-ban eladták Judenburgba az Acélgyárnak, de már 1969-ben leállították.

## Fordítás
- Ez a szócikk részben vagy egészben  a   SB 32d1 című német Wikipédia-szócikk fordításán alapul.  Az eredeti cikk szerkesztőit annak laptörténete sorolja fel. Ez a jelzés csupán a megfogalmazás eredetét és a szerzői jogokat jelzi, nem szolgál a cikkben szereplő információk forrásmegjelöléseként.-Az eredeti szócikk forrásai szintén ott találhatóak.

## Külső hivatkozások
- A típus története számokban